# Lithidium pusillum
Lithidium pusillum är en insektsart som beskrevs av Boris Petrovich Uvarov 1925. Lithidium pusillum ingår i släktet Lithidium och familjen Lithidiidae. Inga underarter finns listade i Catalogue of Life.